# Zeng Jinyan
Zeng Jingyan född 9 oktober 1983, är en kinesisk aktivist, dissident och bloggare. Hon är gift med den kinesiske dissidenten Hu Jia. 
Zeng blev känd för en bredare allmänhet genom sin blog och dokumentären "Fångar i Frihetsbyn," där hon dokumenterade familjens husarrest under 2007.
Dagen före invigningen av de olympiska sommarspelen 2008 försvann Zeng och hennes dotter. Det är oklart var de befinner sig.